# Jozef Geefs
Joseph (Jozef) Geefs (Antwerpen, 23 december 1808 – aldaar, 9 oktober 1885) was een Belgisch beeldhouwer. Hij wordt ook vermeld als Joseph Germain Geefs.

## Leven en werk
Jozef Geefs, lid van de kunstenaarsfamilie Geefs, was de tweede zoon van bakker Joannes Geefs en Joanna Theresia Verbruggen. Hij volgde een opleiding aan de Koninklijke Academie voor Schone Kunsten van Antwerpen en aan de École des beaux-arts in Parijs. In 1836 won hij de Prijs van Rome. In 1841 werd hij docent beeldhouwkunst en anatomie aan de Academie in Antwerpen, in 1876 werd hij er directeur. Hij gaf les aan onder meer Bart van Hove en Jef Lambeaux. Niet alleen Jozef, maar ook zijn broers Willem, Aloys, Jean, Théodore, Charles en Alexandre en zijn eigen zoon Georges Geefs kozen voor het beroep van beeldhouwer. Zoon Eugène Geefs werd architect.
Geefs trouwde met Adèle Sylvie Roelandt, een dochter van de architect Lodewijk Roelandt en maakte waarschijnlijk ook het portretmedaillon dat op diens graf is afgebeeld. Geefs overleed in Antwerpen en werd ter aarde besteld op de Begraafplaats van Berchem (Antwerpen), op perk 05 - A. Hij was officier in de Orde van Leopold II (1859) en rust in hetzelfde graf als zijn zoon Georges.

## De Engel van het Kwaad
In 1837 kreeg Jozef Geefs de opdracht een Lucifer te maken voor de preekstoel van de Luikse Sint-Pauluskathedraal. Het thema was de triomf van de godsdienst over het kwade genius. Het resultaat, De Engel van het Kwaad (L'Ange du Mal, Le Génie du Mal), was klaar in 1842 en werd het volgende jaar geïnstalleerd. Ondanks de onmiskenbare kwaliteit was het kerkbestuur er niet mee opgezet ("Die duivel is te subliem"). Satan werd voorgesteld als een jonge Adonis, wiens tragische schoonheid een gevaarlijke fascinatie bleek uit te oefenen op de kerkgangers. De gevouwen vleermuisvleugels, eerder dan af te schrikken, lijken een mandorla te vormen die het verleidelijke lichaam benadrukt, net als de naar beneden gerichte blik. Bisschop Cornelis Richard Anton van Bommel liet het beeld weghalen en vervangen door een nieuwe versie door Jozefs broer Willem. Die was gelijkaardig van algemeen opzet, maar minder humaniserend en zonder ambiguïteit over de goddelijke bestraffing: een donkere frons en een traan, de naaktheid beter bedekt, de satanische attributen prominenter, de ogen niet meer op het eigen lichaam gericht. De originele Engel is overgebracht naar de KMSKB in Brussel (verworven 1864). Hij wordt beschouwd als een hoogtepunt van de romantische beeldhouwkunst. Jozef Geefs maakte ook een kopie, thans in het Goethe-Nationalmuseum te Weimar.

## Werken (selectie)

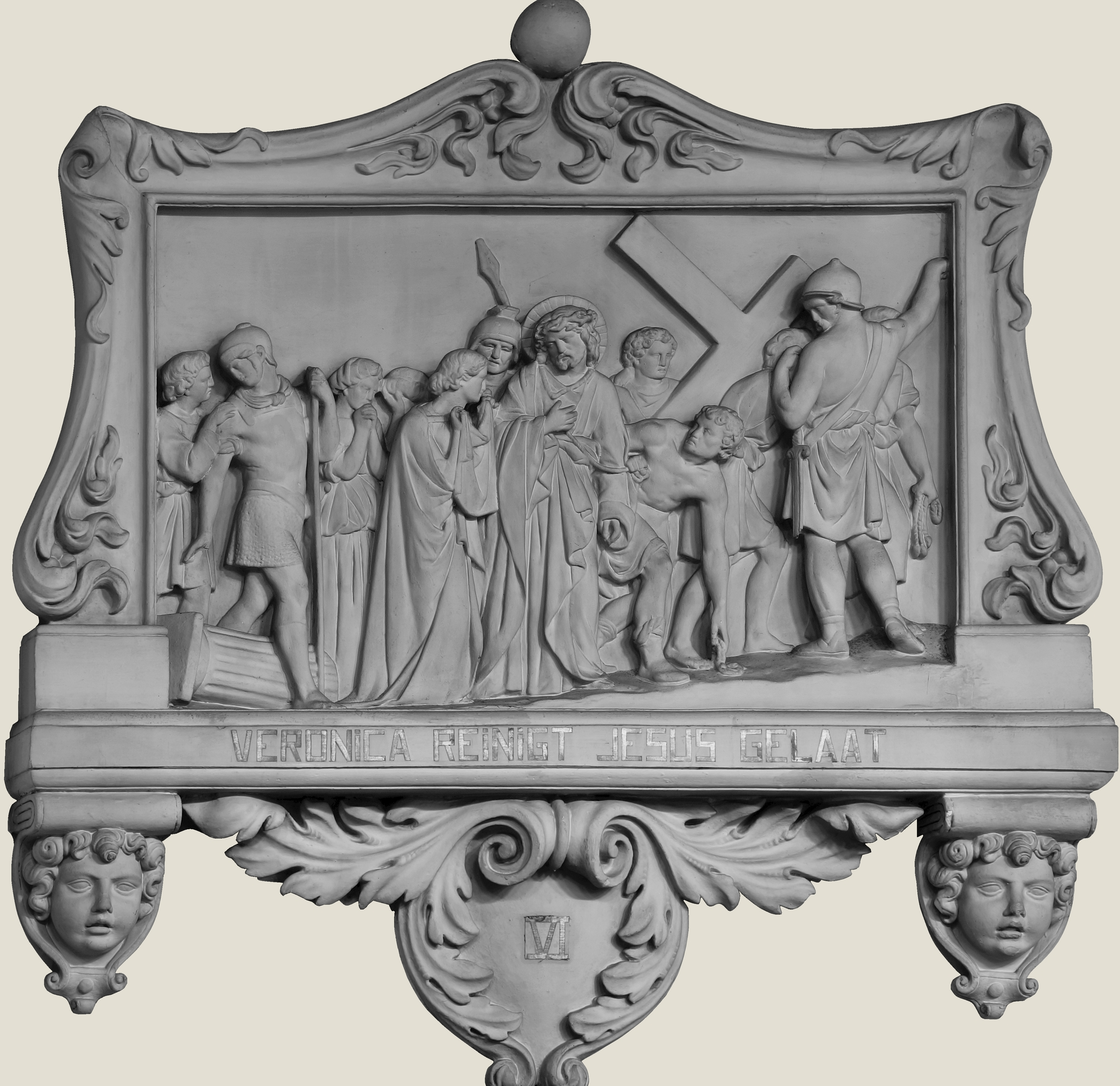
Kruisweg in de Sint-Willibrorduskerk te Berchem, gemaakt omstreeks 1850 (6-de statie).

- De Engel van het Kwaad (1842), Koninklijke Musea voor Schone Kunsten, Brussel
- Standbeeld van Andreas Vesalius (1846, onthuld in 1847), op het Barricadenplein in Brussel
- De beelden "Vrijheid van Onderwijs" en "Persvrijheid" aan de voet van de Congreskolom in Brussel
- Staties (1867) en beelden (1867-1871) in de Sint-Pieters-en-Pauluskerk[8] in Mechelen
- Gijsbert Karel van Hogendorp (1867), Coolsingel, Rotterdam
- Indiaanse ruiter aangevallen door twee jaguars (1869), in de Antwerpse Zoo
- Ruiterstandbeeld van Koning Leopold I (1872), aan de Leopoldplaats in Antwerpen
- Graaf Adolfmonument (1873), naar een ontwerp van Johannes Hinderikus Egenberger, Heiligerlee
- Portretmedaillon koning Willem II op gedenknaald (1874) in Tilburg
- Jager met buit, in de Antwerpse Zoo
- De Kruisweg, in 14 bas-reliëfs in de Sint-Willibrorduskerk in Berchem (Antwerpen)
- Buste van Ridder Florent van Ertborn, burgemeester van Antwerpen, Koninklijk Museum voor Schone Kunsten (KMSKA)

## Galerij

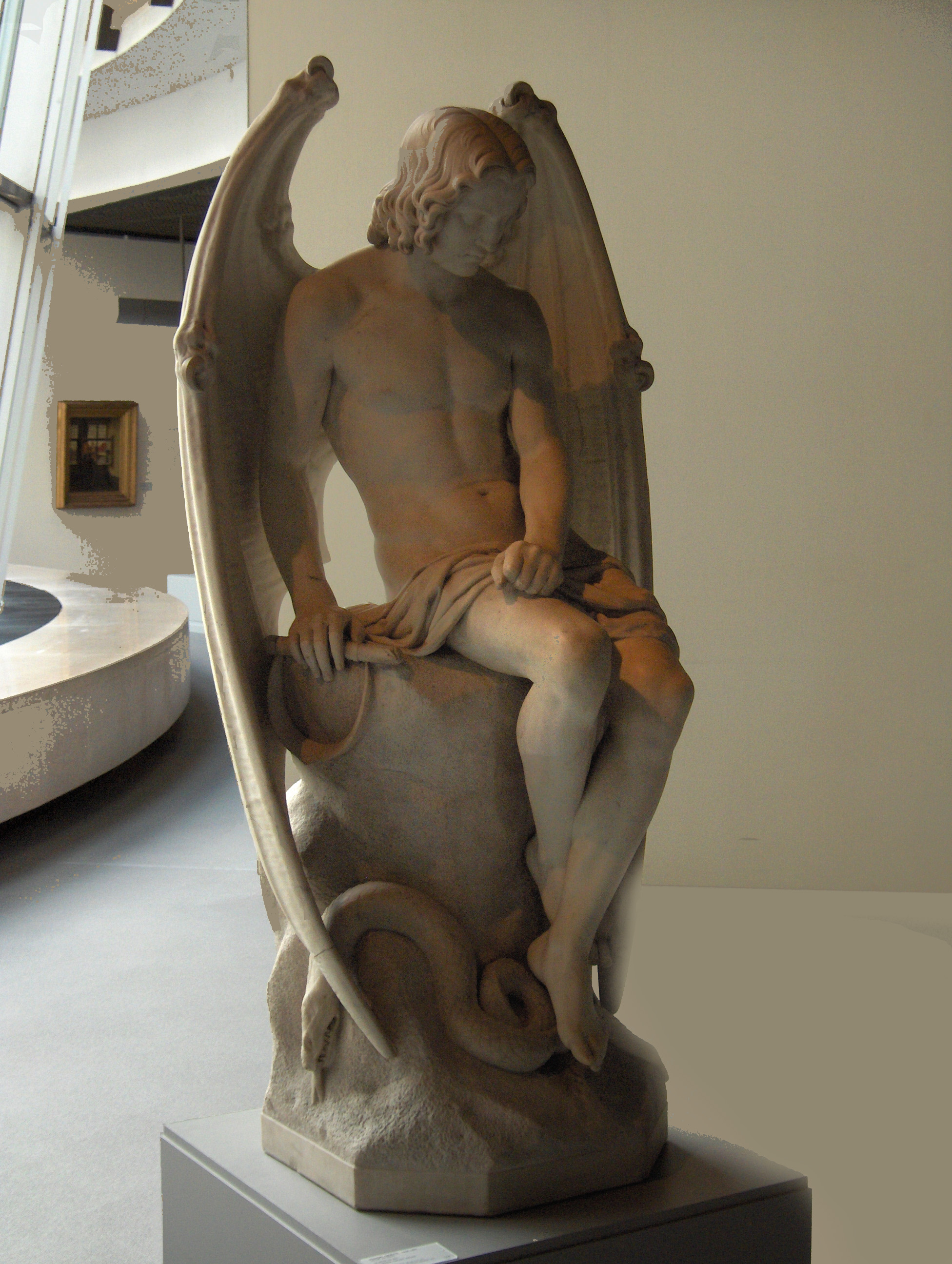
De Engel van het Kwaad (1842, KMSKB)
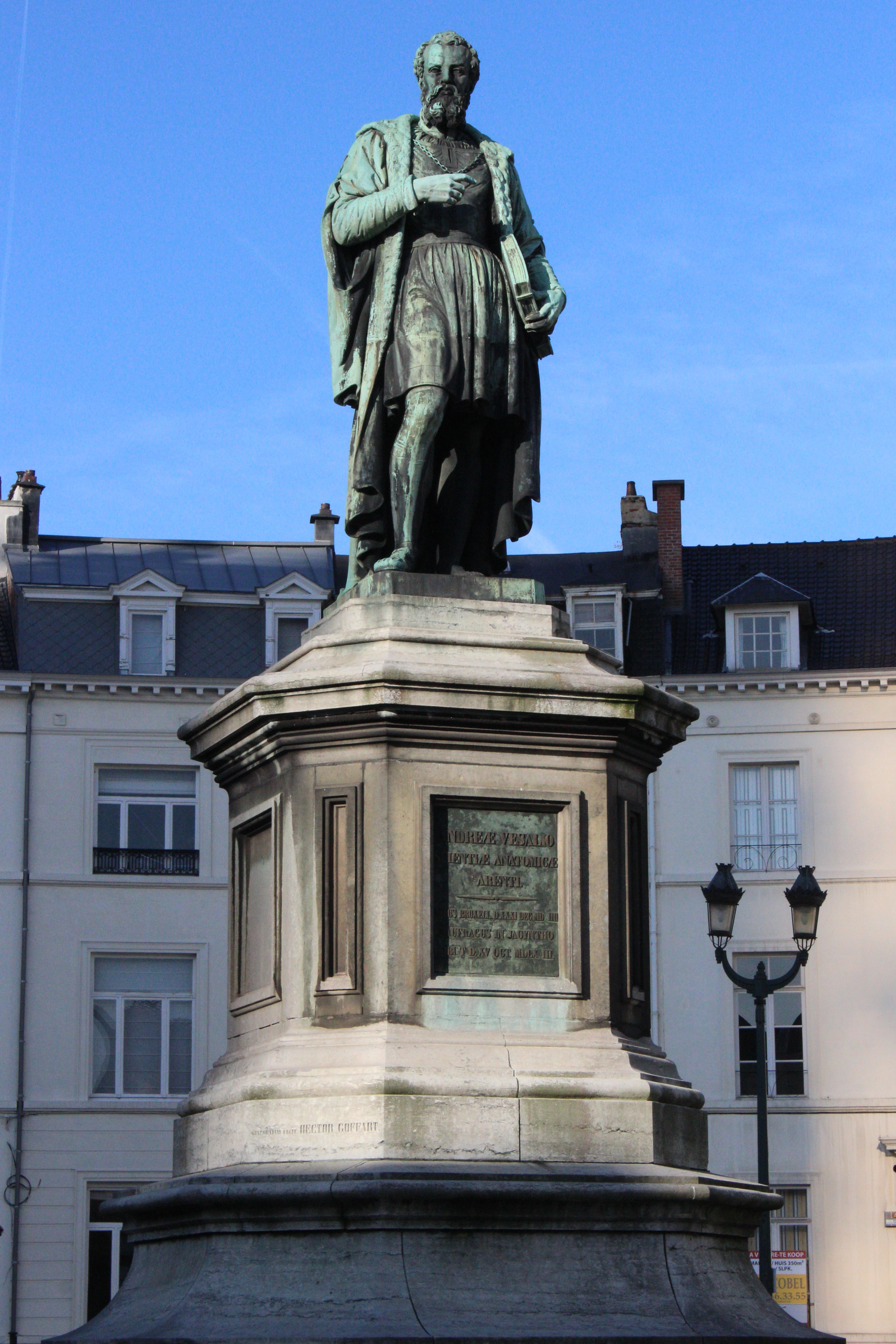
Standbeeld Andreas Vesalius, Barricadenplein, Brussel (1846)
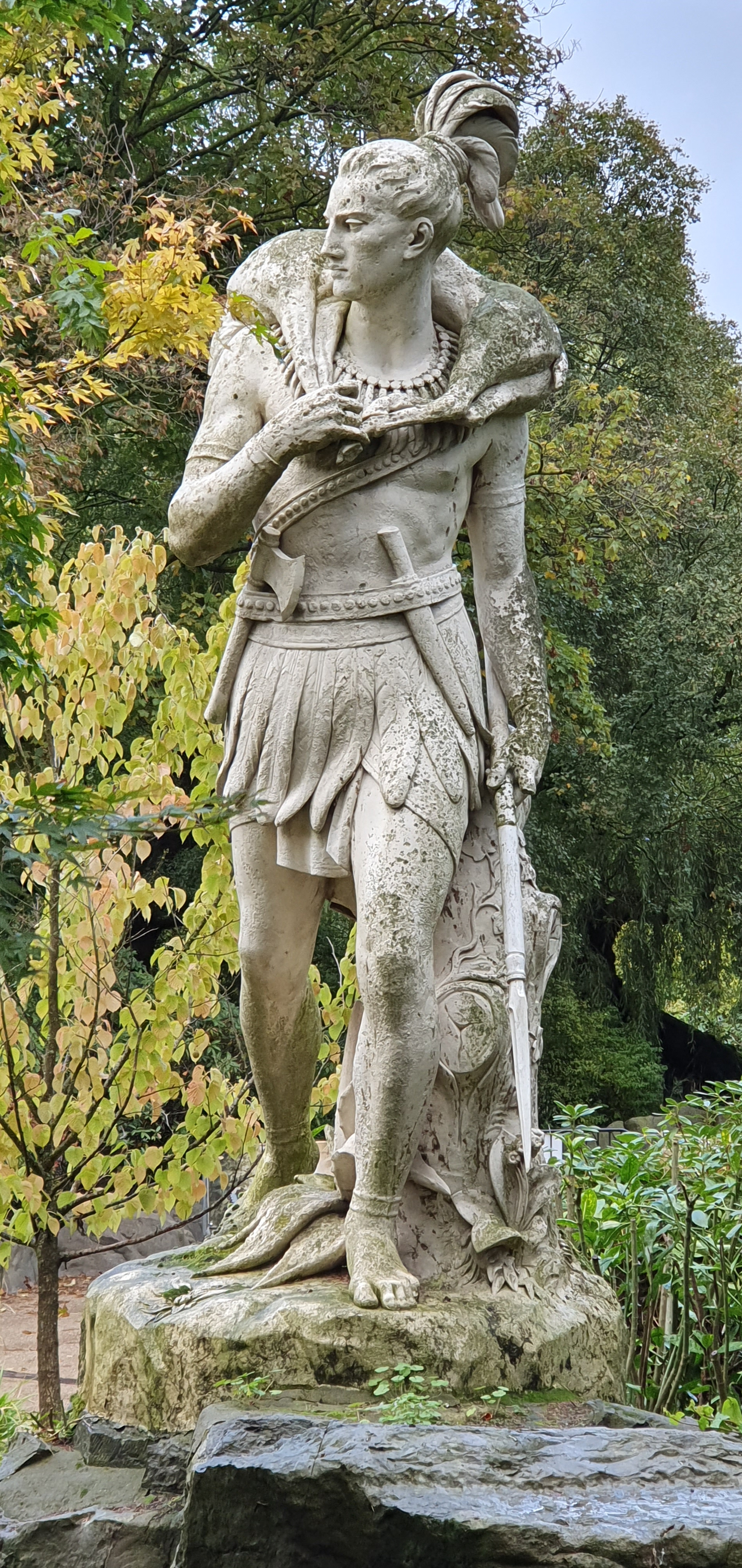
Jager met buit (1865), Antwerpse Zoo
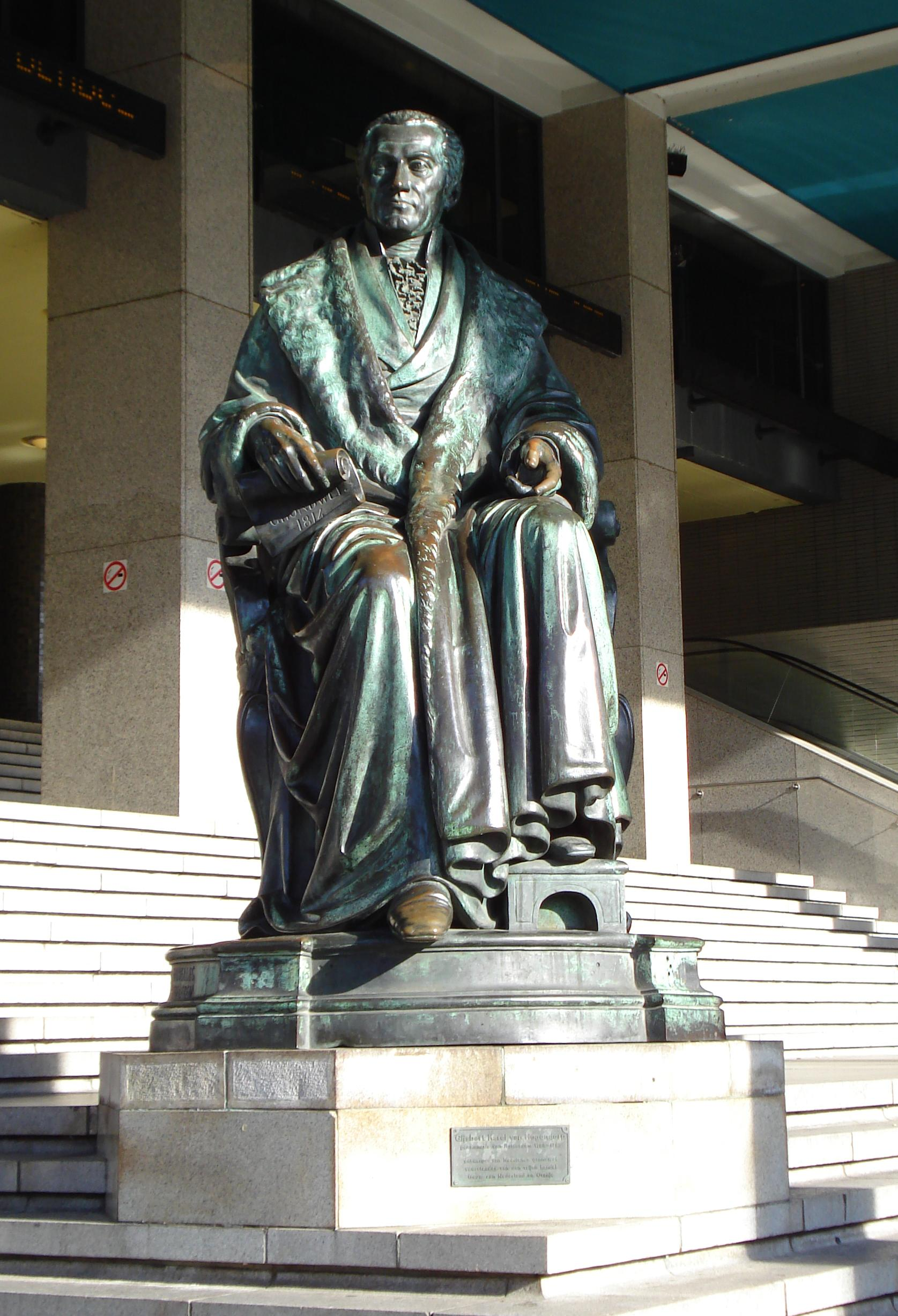
Standbeeld Van Hogendorp (1867)
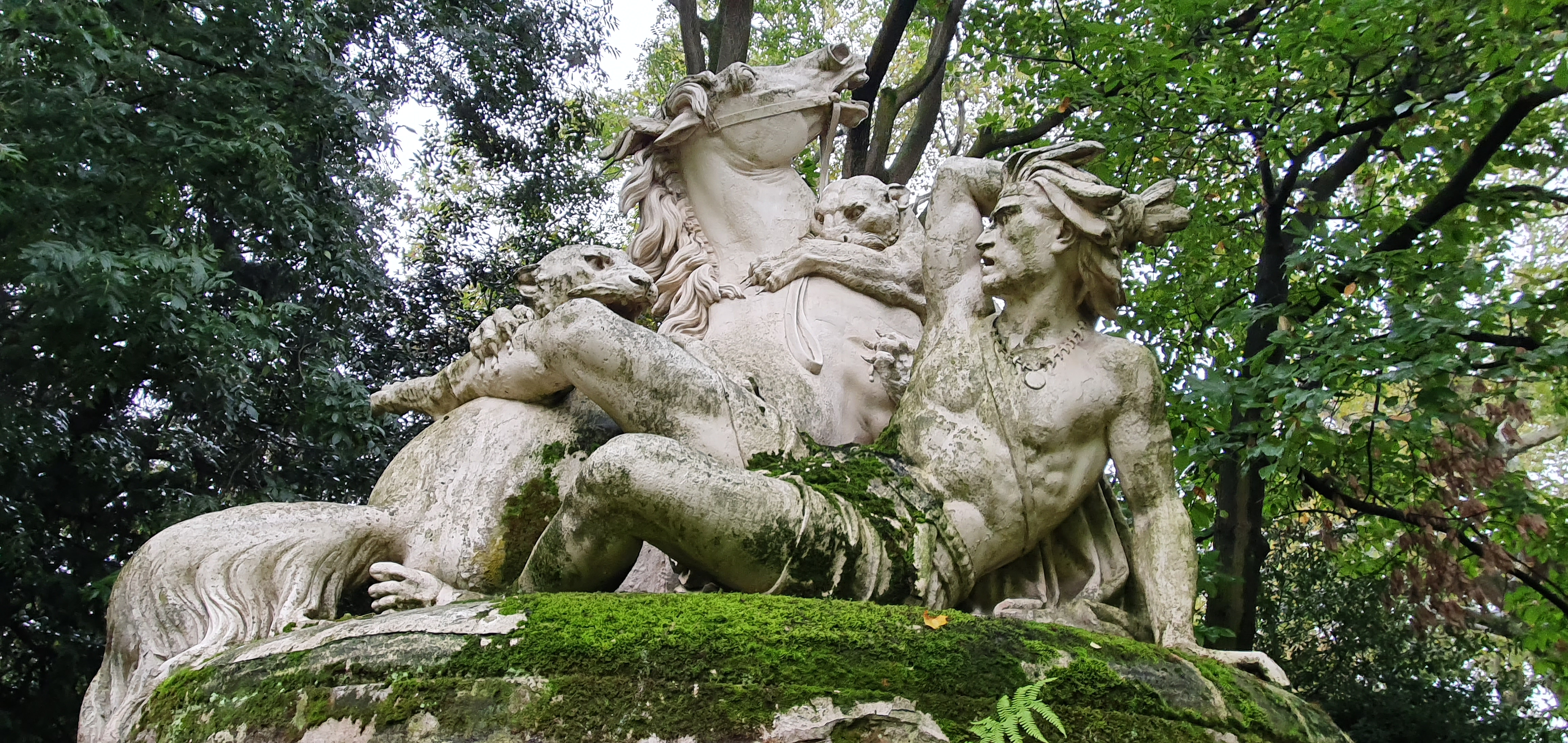
Indiaanse ruiter aangevallen door twee jaguars (1869), Antwerpse Zoo
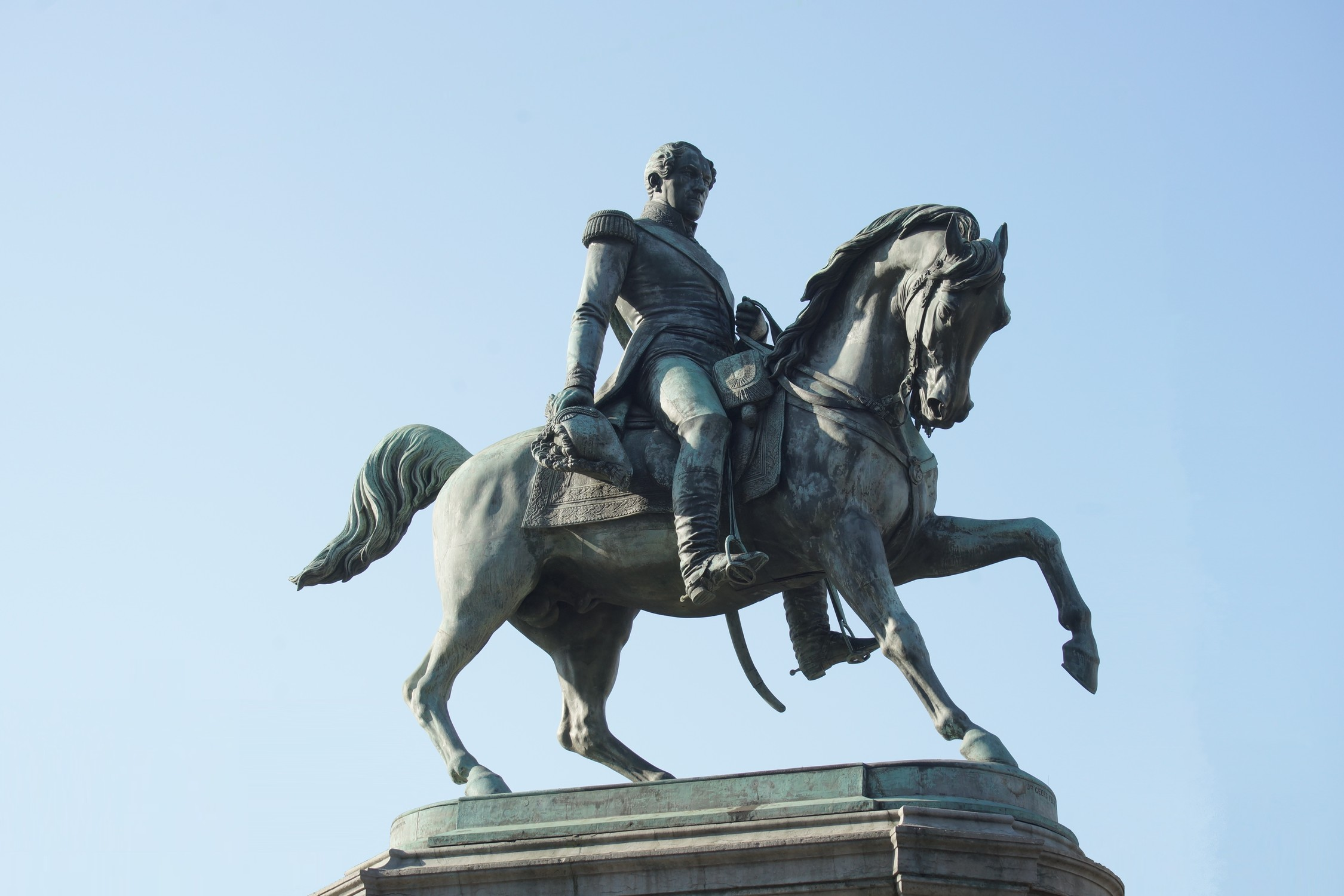
Standbeeld: Blijde intrede van Koning Leopold I in Antwerpen (Leopoldplaats) (1872)
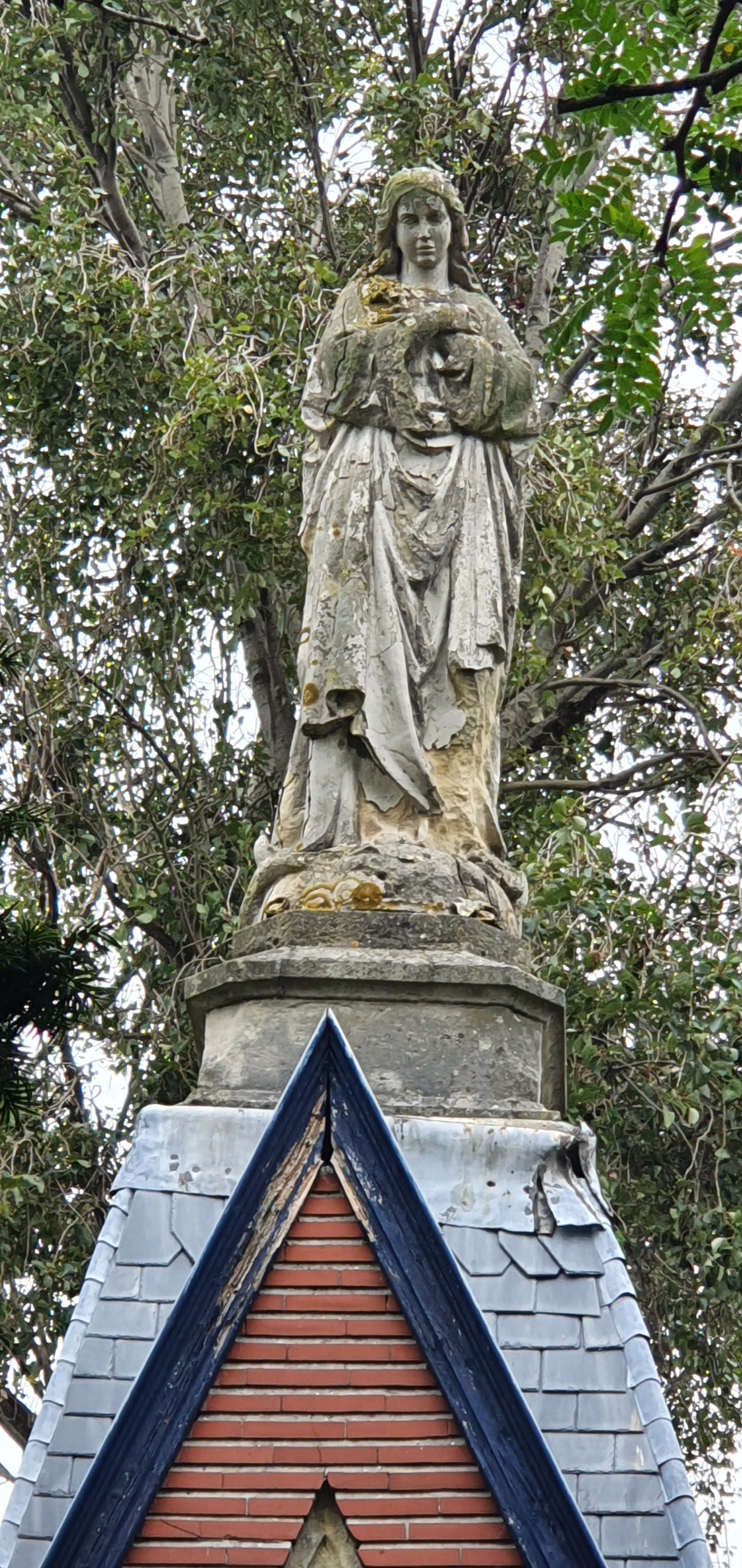
Onze-Lieve-Vrouwe-beeld, Polderskapel (Doel)

- Gemeinsame Normdatei: 1167707346
- International Standard Name Identifier: 0000 0000 6944 089X
- Nederlandse Thesaurus van Auteursnamen: 070673268
- RKD-Nederlands Instituut voor Kunstgeschiedenis: 30577
- Union List of Artist Names: 500054683
- Virtual International Authority File: 96045786
- WorldCat: E39PBJwp38bhdT9PybJqXGJJjC